# Maria Nilsdotter
Maria Nilsdotter, född 1981 i Stockholm, är en svensk formgivare och guldsmed. 

## Karriär
Maria Nilsdotter tog examen från Central Saint Martins College of Art and Design 2007 med BA i smyckedesign och startade sitt varumärke samma år. Under de första åren skapade hon alla smycken själv, de flesta unika eller producerade i mycket begränsade upplagor. Maria Nilsdotter har genom sin kreativa smyckesdesign fått sitt företag att bli ett växande varumärke. Inspirerad av nordisk natur och mytologi har hon skapat sitt eget universum. Oavsett om det handlar om exklusiva smycken i 18k guld, silversmycken eller välarbetade ringar, spelar material och hantverk en central roll och går som en röd tråd genom hela hennes arbete.
Under 2018 stod Maria Nilsdotter för en av Stockholms Modeveckas mest välproducerade visningar med en detaljrik,  sagoliknande produktion. I maj samma år gav hon Astrid Lindgrens roman Bröderna Lejonhjärta nytt liv med en smyckeskollektion inspirerad av Jesper Walderstens illustrationer till nyutgåvan av Bröderna Lejonhjärta.

## Utmärkelser
2012 tilldelades Nilsdotter Damernas Världs pris Guldknappen i kategorin Accessoar. År 2021 tilldelades hon samma pris för andra gången.
Hon har även tilldelats den svenska modetidningen ELLE:s prestigefyllda pris Årets Accessoardesigner både år 2014 och 2019. I januari 2019 mottog Maria Nilsdotter priset med motiveringen:
”Sagoskimmer, hantverkspassion och kreativ briljans. En fängslande fantasivärld fylld av myter, magi och mästerliga detaljer. Nyskapande smyckeskonst på hög nivå!.” 